# 林起宗
林起宗，福建省興化府莆田縣（今福建省莆田市）人，山東省文登縣籍，清朝政治人物。

## 生平
順治二年，鄉試中舉。順治三年（1646年），聯登丙戌科進士，后任永平府推官。順治九年，任江西道試監察御史，后任江南道試監察御史。順治十一年，任湖廣布政使司參議，為下湖南道。